# Phare de Cape Gata
Le phare de Cape Gata est un phare actif situé sur le territoire britannique d'Akrotiri et Dhekelia dans le District de Limassol (République de Chypre) dans le sud de l'île de Chypre.

## Histoire
Le phare, mis en service en 1864, se trouve sur le Cape Gata (en), un promontoire à l'extrémité sud-est de l'île de Chypre. Il se situe entre le village d'Akrotíri et Limassol.

## Description
Le phare est une tourelle octogonale en maçonnerie de 8 m de haut, avec balcon et grosse lanterne attenante à une petite maison de gardien d'un étage. Le bâtiment est peint en blanc. Il émet, à une hauteur focale de 58 m un éclat blanc toutes les 5 secondes. Sa portée est de 15 milles nautiques (environ 28 km).
Identifiant : ARLHS : CYP002 - Amirauté : N5876 - NGA : 20956 .

### Lien connexe
- Liste des phares de Chypre